# アレクサンドル・ロクシーン
アレクサンドル・ラザレヴィチ・ロクシーン（ロシア語: Александр Лазаревич Локшин；英語: Alexander Lazarevich Lokshin, 1920年9月19日ビースク – 1987年6月11日 モスクワ）はソビエト連邦の作曲家。

## 略歴
シベリア西部アルタイ地方のビースクに生まれる。母親は医師であった。
1936年にモスクワ音楽院付属高等学校に入学して作曲と音楽理論を学び、1937年よりモスクワ音楽院にて作曲法をニコライ・ミャスコフスキーに師事。1939年にボードレールのテクストにより大作の声楽付き交響詩《悪の華（Les fleurs du mal）》を卒業制作として提出するが、審査団より「デカダン」な傾向を忌避されて受理されなかった。
作曲家としては、11曲の交響曲や2つの弦楽四重奏曲のほか、管弦楽伴奏つき歌曲集や、いくつかの映画音楽を遺した。グスタフ・マーラーやアルバン・ベルクに私淑し、適度にモダニズムの要素をちりばめつつ抒情的かつ内省的な作風を採った。ソヴィエト当局に対して妥協的な姿勢を拒んだことから、報復措置として、検閲官に弾圧され、拒否された。後半生においては、秘密警察への密告者・情報提供者になったと主張されているが、確証はない。
最晩年は、ロシア国内ですら忘れられた作曲家となっており、知人の中にはロクシーンの作品を聞いたことがない者すらいた。皮肉にも、ロクシーンの芸術が復活したのは、作者の死後になってからであり、しかも西側においてのみであった。指揮者のルドルフ・バルシャイは、ロクシーンと親交を結ぶうちに密接な協力関係に入り、ロクシーンの主要な作品の初演や録音を行なった。